# Kontela
Kontela es una comuna o municipio del círculo de Bafoulabé de la región de Kayes, en Malí. En abril de 2009 tenía una población censada de 21 510 habitantes.
Se encuentra ubicada al oeste del país, cerca de la frontera con Senegal y República de Guinea.